# Museo de Arte e Historia de Reus
El museo de Arte e Historia de Reus es un museo y edificio protegidos como Bien Cultural de Interés Nacional del municipio de Reus (Tarragona) España.

## Edificio
El edificio de la Caixa de Pensions es de gran anchura, entre dos calles. La fachada está dividida en tres partes: un cuerpo central de planta baja, ocho pisos y azotea, y dos cuerpos laterales de planta baja, seis pisos y azotea. Toda la planta baja presenta un zócalo que simula sillares. El acceso al museo se realiza por un atrio de seis columnas y aberturas con dinteles, encima hay un balcón corrido con balaustrada de piedra artificial. Hay aberturas de balcones y otras geminadas. Tiene ornamentación de frontones, volutas y molduras. El remate de este cuerpo central es en frontón: doce semicolumnas, capiteles corintios, ménsulas, dentellones, molduras y pináculos. Los cuerpos laterales tienen una prolongación después del chaflán con composición simétrica. La fachada es de obra vista, revocada y piedra artificial. Obra de madera.

## Historia
El primer museo municipal de 1934 estaba ubicado en la Casa Rull. El 8 de enero de 1955 se realizó una reunión de la Junta del Nuevo Museo para estudiar el anteproyecto del edificio donde se instalaría el nuevo Museo municipal en la plaza de la Libertad. Fue inaugurado el 15 de septiembre de 1961.